# Iglesia de Santa Teodora de Sihla
La Iglesia de Santa Teodora de Sihla (en rumano: Biserica Sfânta Teodora de la Sihla) es una catedral ortodoxa en el centro de la ciudad de Chisináu, la capital del país europeo de Moldavia.
Anteriormente la capilla de un gimnasio de niñas, la iglesia de Santa Teodora de la Sihla es una obra maestra arquitectónica diseñada por Alexander Bernardazzi. Cuenta con los elementos favoritos de la arquitectura bizantina neoclásica del arquitecto que la creó.